# 맥길리커디스릭스

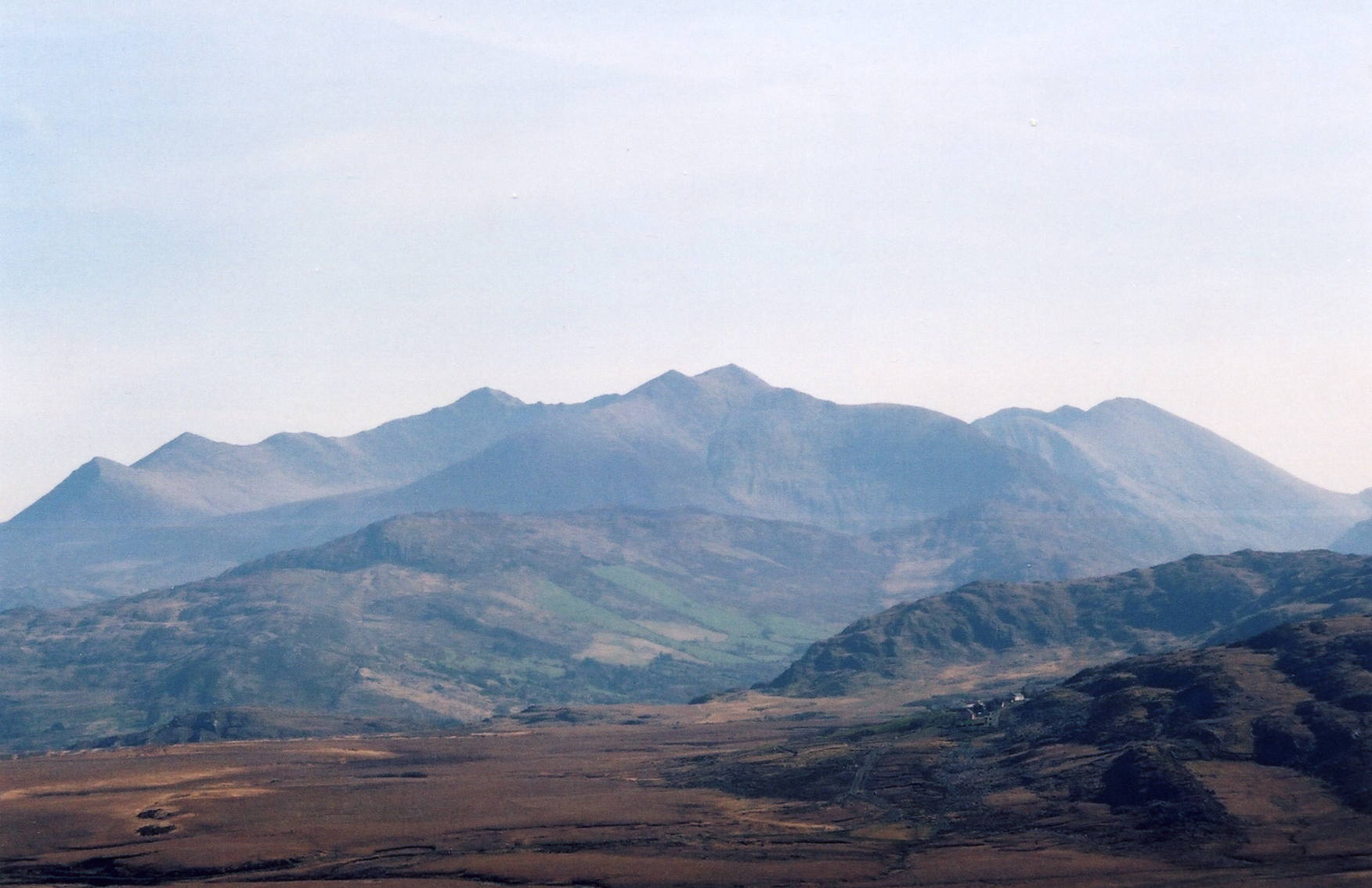
맥길리커디스릭스

맥길리커디스릭스(영어: MacGillycuddy's Reeks, 아일랜드어: Na Cruacha Dubha)는 아일랜드 케리주 이베라반도에 있는 산맥이다. 이 산맥에는 아일랜드에서 가장 높은 봉우리인 캐런투얼산이 있다. 매년 140,000명 이상의 사람들이 이 산맥을 방문하는 것으로 추정된다.